# Jaume Claramunt i Mesa
Jaume Claramunt i Mesa (l'Havana, Cuba, 1870 — 1950) fou un periodista cubà d'origen català.
Pertanyia a una família de catalans instal·lats a Cuba, i el 1896 fou empresonat per les autoritats espanyoles a causa dels seus articles a La República Cubana i per donar suport a la independència de Cuba. Es va instal·lar a Barcelona, on va dirigir la revista Cuba en Europa i amb el temps fou director d'El Diluvio de 1916 a 1939, amb el que fou testimoni dels principals esdeveniments de l'època a Catalunya. Va escriure nombrosos articles contra Alejandro Lerroux que va recollir en el llibre El peor enemigo de la República. Durant la guerra civil espanyola es mantingué en la direcció del diari fins que el març de 1938 fou desplaçat de la direcció pels partidaris de Juan Negrín. Aleshores tornà a Cuba, on col·laborà en programes de ràdio i, abans de morir, compilà les seves memòries a Memorias de un viejo periodista (1947). El 2016 es van aplegar algunes d'aquestes conferències radiofòniques en el volum El Diluvio, memorias de un diario republicano y federalista de Barcelona 1858-1939.